# Bathyplectes clypearis
Bathyplectes clypearis là một loài tò vò trong họ Ichneumonidae.